# Pierre Boulle
Pierre François Marie Louis Boulle, född 20 februari 1912 i Avignon, död 30 januari 1994 i Paris, var en fransk författare. 
Boulle utbildade sig till ingenjör och arbetade från 1936 i Malaysia. Som soldat under andra världskriget tillfångatogs han av japanerna. Han släpptes 1944.
Han skrev böckerna som låg till grund för filmerna Apornas planet och Bron över floden Kwai.